# Hyper Force
Hyper Force est un jeu vidéo d'action et de plate-forme sorti en 2000 sur Jaguar. Le jeu a été développé par Visual Impact Productions et édité par Songbird Productions.